# Amon Hen
Amon Hen is een heuvel in de fictieve wereld Midden-aarde van J.R.R. Tolkien.
Aan de zuidkant van het meer Nen Hithoel liggen drie heuvels waarvan de Amon Hen het meest westelijk gelegen is. Op de top van de heuvel is een zetel gevestigd, nog gebouwd tijdens de eerdere dagen van Gondor, van waaruit iemand kan uitkijken over de Anduin en de watervallen van Rauros.
In In de ban van de ring is dit de plek waar het Reisgenootschap van de Ring uit elkaar valt en Frodo en Sam hun gezamenlijke tocht naar Mordor beginnen. Niet ver daarvandaan werd Boromir gedood door de Uruk-hai en Merijn en Pepijn worden daar meegenomen door de Uruk-hai. Ook in de verfilming van het boek komt deze plek voor.
Amon Hen betekent 'oogheuvel' in het Sindarijns. Andere namen, in het Westron, luiden 'heuvel van het oog' en 'heuvel van zicht'.